# Maria Gabriela Llansol
Maria Gabriela Llansol Nunes da Cunha Rodrigues Joaquim (24 de noviembre de 1931, Lisboa - 3 de marzo de 2008, Sintra), conocida simplemente como Maria Gabriela Llansol, fue una escritora portuguesa.

## Biografía
De ascendencia española, nació en Lisboa el 24 de noviembre de 1931. Su padre era jefe de contabilidad en una fábrica de papel y su madre ama de casa. En 1955 se licenció en Derecho y en Ciencias Pedagógicas por la Universidad de Lisboa. Su primera obra, titulada Os Pregos na Erva y publicada en 1962, se inspiró en el trato que mantuvo con los niños de la guardería en la que trabajó los años anteriores.
En 1965 se marchó a Bélgica junto a su marido, Augusto Joaquim, donde fundó una escuela. A mediados de los años 1980 regresó a Portugal, estableciéndose en Sintra, donde moriría a causa de un cáncer en 2008.

## Obras
- Os Pregos na Erva (1962)
- Depois de Os Pregos na Erva (1973)
- O Livro das Comunidades (1977)
- A Restante Vida (1983)
- Na Casa de Julho e Agosto (1984)
- Causa Amante (1984)
- Um Falcão no Punho. Diário I (1985)
- Contos do Mal Errante (1986)
- Finita. Diário II (1987)
- Da Sebe ao Ser (1988)
- Amar um Cão (1990)
- O Raio sobre o Lápis (1990)
- Um Beijo Dado mais tarde (1990)
- Hölder, de Hölderlin (1993)
- Lisboaleipzig I. O encontro inesperado do diverso (1994)
- Lisboaleipzig II. O ensaio de música (1994)
- Inquérito às Quatro Confidências. Diário III (1996)
- A Terra Fora do Sítio (1998)
- Carta ao Legente (1998)
- Ardente Texto Joshua (1999)
- Onde Vais, Drama-Poesia? (2000)
- Cantileno'' (2000)
- Parasceve. Puzzles  e Ironias'' (2001)
- O Senhor de Herbais. Breves ensaios literários sobre a reprodução estética do mundo, e suas tentações (2002)
- O Começo de Um Livro é Precioso (2003)
- O Jogo da Liberdade da Alma (2003)
- Amigo e Amiga. Curso de silêncio de 2004 (2006)